# Вайота (Айова)
Вайота (англ. Wiota) — місто (англ. city) в США, в окрузі Кесс штату Айова. Населення — 91 особа (2020).

## Географія
Вайота розташована за координатами 41°24′4″ пн. ш. 94°53′15″ зх. д. / 41.40111° пн. ш. 94.88750° зх. д. (41.401031, -94.887457).  За даними Бюро перепису населення США в 2010 році місто мало площу 0,82 км², уся площа — суходіл.

## Демографія
Згідно з переписом 2010 року, у місті мешкало 116 осіб у 59 домогосподарствах у складі 35 родин. Густота населення становила 142 особи/км².  Було 78 помешкань (95/км²).
Расовий склад населення:
| - 99,1 % — білих |

До двох чи більше рас належало 0,9 %. Частка іспаномовних становила 0,0 % від усіх жителів.
За віковим діапазоном населення розподілялося таким чином: 12,1 % — особи молодші 18 років, 63,8 % — особи у віці 18—64 років, 24,1 % — особи у віці 65 років та старші. Медіана віку мешканця становила 50,0 року. На 100 осіб жіночої статі у місті припадало 136,7 чоловіків;  на 100 жінок у віці від 18 років та старших — 131,8 чоловіків також старших 18 років.
Середній дохід на одне домашнє господарство  становив 54 346 доларів США (медіана — 39 167), а середній дохід на одну сім'ю — 73 793 долари (медіана — 71 250). За межею бідності перебувало 8,7 % осіб, у тому числі 0,0 % дітей у віці до 18 років та 18,2 % осіб у віці 65 років та старших.
Цивільне працевлаштоване населення становило 61 осіб. Основні галузі зайнятості: роздрібна торгівля — 24,6 %, освіта, охорона здоров'я та соціальна допомога — 21,3 %, науковці, спеціалісти, менеджери — 13,1 %, мистецтво, розваги та відпочинок — 11,5 %.